# Huncovce
Huncovce (Hongaars: Hunfalva, Duits: Hunsdorf) is een Slowaakse gemeente in de regio Prešov, en maakt deel uit van het district Kežmarok.
Huncovce telt 2.646 inwoners.